# Карла Зампатті
Карла Марія Зампатті (англ. Carla Maria Zampatti; 19 травня 1942, Ловеро, Сондріо (провінція), Ломбардія, Королівство Італія — 3 квітня 2021, Сідней, Новий Південний Уельс) — італо-австралійська модельєрка і підприємиця. Виконавча директорка Carla Zampatti Pty Ltd. Була членкинею правління Австралійського мультикультурного фонду і Європейської австралійської ділової ради.

## Ранні роки
Карла Зампатті народилася в італійському Ловеро в 1942 році. У 1950 році разом з сім'єю переїхала до Австралії у Фрімантлі (Західна Австралія). Згодом сім'я переїхала до Булфінча, штат Вашингтон, і вона кілька років відвідувала там школу.

## Кар'єра
У 1965 році Зампатті випустила свою першу невелику колекцію для Zampatti Pty Limited. Через два роки її запустили вже в національному масштабі, а в 1970 році — було створено Carla Zampatti Limited. Протягом багатьох років вона була найуспішнішою і стабільною модельєркою в Австралії. Серед постійних клієнток її бренду були кронпринцеса Данії Мері, Дельта Гудрем і Данні Міноуг.
Зампатті відкрила свій перший бутік у 1972 році в місті Суррі-Гіллз, Сідней. Протягом наступних трьох років бутики були відкриті в Мосмані, Дабл-Бей та Елізабет-стріт. Згодом було створено мережу з 30 бутиків та концептуальних магазинів Carla Zampatti по всій Австралії.
У 1973 році Зампатті стала однією з перших австралійських дизайнерів, яка представила в своїй колекції купальники. Розширюючи сферу моди, їй доручили створити перші дизайнерські окуляри лінійки Polaroid. У 1983 році Zampatti випустила свій перший парфум «Carla». Після значного успіху вона випустила другий парфум — у 1987 році: «Bellezza».
Зампатті також обіймала ряд керівних посад: голова корпорації SBS, директорка Westfield Group і керівниця наглядової ради Художньої галереї Нового Південного Уельсу. Вона також входила до складу правління Австралійського мультикультурного фонду, Європейської австралійської ділової ради, Сіднейської танцювальної компанії, Фонду MCA та Консультативної ради з питань промисловості UTS V-C.

## Нагороди та громадська діяльність
Карла Зампатті 1987 року була нагороджена Орденом Австралії з нагоди Дня Австралії за служіння індустрії моди як дизайнерка та виробниця колекцій одягу.
З 1988 року до своєї смерті в 2021 році Зампатті входила до складу журі Ethnic Business Awards — найпрестижнішої австралійської нагороди для підприємців-мігрантів та корінних народів.
У 1994 році індустрія моди Австралії визнала її Дизайнером року. У 1999 році Зампатті була обрана почесною докторкою Університету Західного Сіднея. У грудні 2018 року Університет Вуллонгонга також присудив їй почесний докторський ступінь.
У 2001 році Зампатті нагородили медаллю сторіччя за служіння австралійському суспільству та керівництво бізнесом.
У 2004 році уряд Італії нагородив її орденом «За заслуги перед Італійською Республікою».
У січні 2005 року Карлу Зампатті ушанувала австралійська пошта. Її портрет з'явився на пам'ятній австралійській поштовій марці разом з іншими австралійськими дизайнерками моди Прю Актон, Дженні Бенністер, Коллетт Дінніган, Акірою Ісоґавою та Джо Сабою. Нагорода оголошується щороку напередодні Дня Австралії. Пізніше Zampatti спроєктувала новий корпоративний одяг Australia Post, випущений у жовтні 2007 року.
Нагорода австралійського лауреата моди була присуджена компанії Zampatti у серпні 2008 року. Нагородження проводять представники галузі за ініціативою уряду Нового Південного Уельсу та IMG Fashion. Це визнання видатних досягнень і є найвищою відзнакою в австралійській індустрії моди.
У 2015 році HarperCollins опублікував автобіографію Карли Зампатті «Моє життя, мій погляд» (англ. My Life, My Look).

## Особисте життя
Карла Зампатті була одружена двічі. З Лео Шуманом одружилась в 1964 і розлучилася в 1970. З 1975 року була у шлюбі з політиком Джоном Спендером, поки остаточно не розлучилася в 2010 році.
Карла Зампатті мала трьох дітей: Алекс Шуман (виконавчий директор Carla Zampatti Pty Ltd), Аллегра Спендер і Б'янка Спендер (дизайнерка).
26 березня 2021 року Зампатті була присутня на прем'єрі «Травіати» у місіс Маккуорі-Пойнт у гавані Сіднея, де знепритомніла після падіння зі сходів. Доставлена в лікарню Святого Вінсента, де 3 квітня померла від отриманих травм. Сім'я Зампатті прийняла пропозицію від уряду Нового Південного Уельсу провести похорон на державному рівні.